# Nécropole nationale de Neuilly-Saint-Front
La nécropole nationale de Neuilly-Saint-Front est un cimetière militaire français de la Première Guerre mondiale.

## Caractéristiques
Occupant 10 607 m2 et édifiée en 1919 au bord de la Route départementale 4 à proximité de Macogny, la nécropole abrite les dépouilles de 2 039 Français, 4 civils français, 18 Britanniques et un Russe morts pendant la première Guerre mondiale, lors de la seconde bataille de la Marne, et 10 Français morts pendant la seconde Guerre mondiale. L'ossuaire rassemble les restes de 239 personnes. Elle regroupe des corps auparavant inhumés dans la région du Clignon, de l'Allan et de l'Ourcq, à Coincy, Vinly, Chézy-en-Orxois, Veuilly-la-Poterie, Épaux-Bézu… Douze corps proviennent de cimetières militaires maintenant disparus, à Fère-en-Tardenois (7 corps) et Breny (5 corps),,.

## Photographies

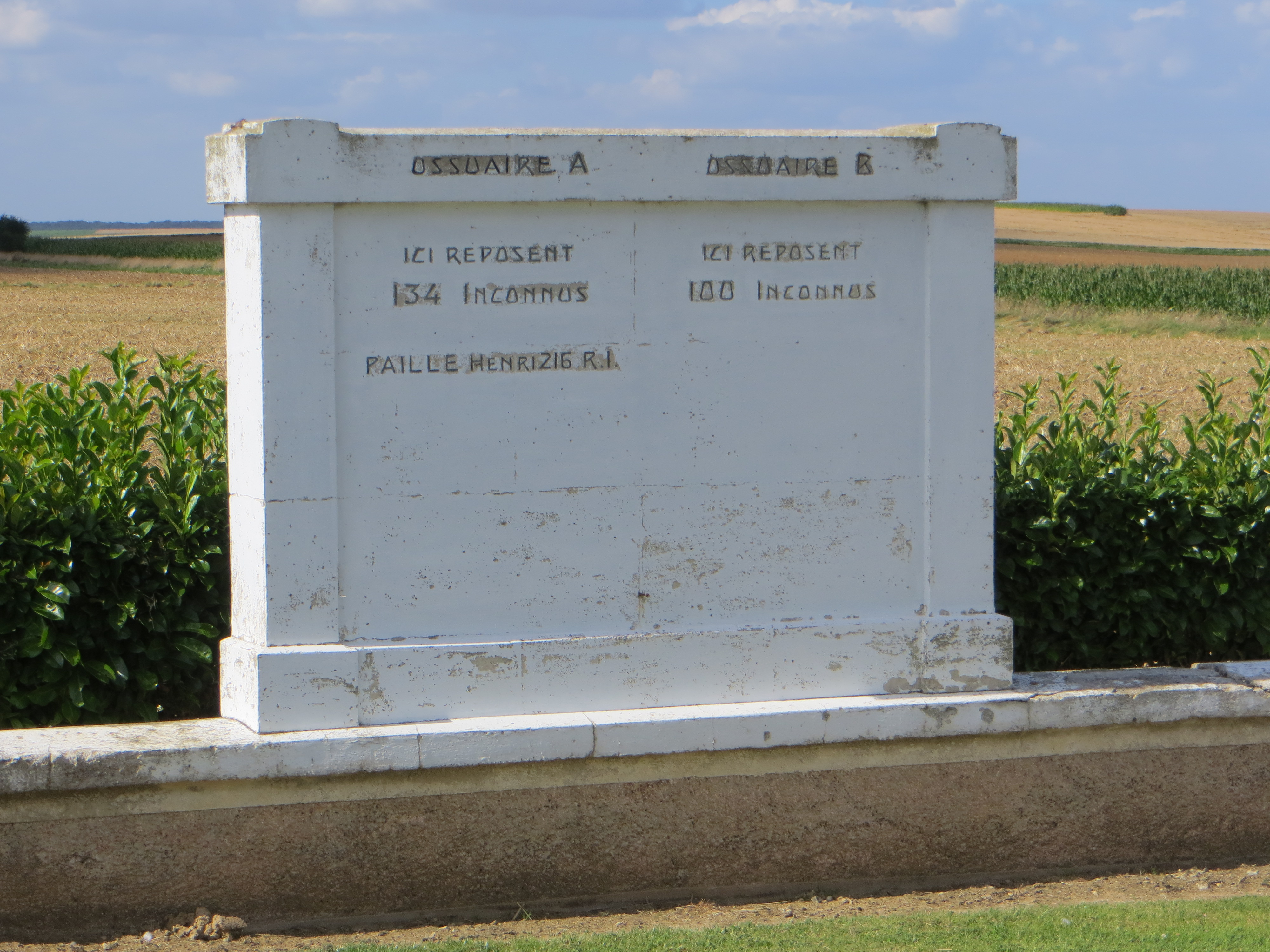
Ossuaire
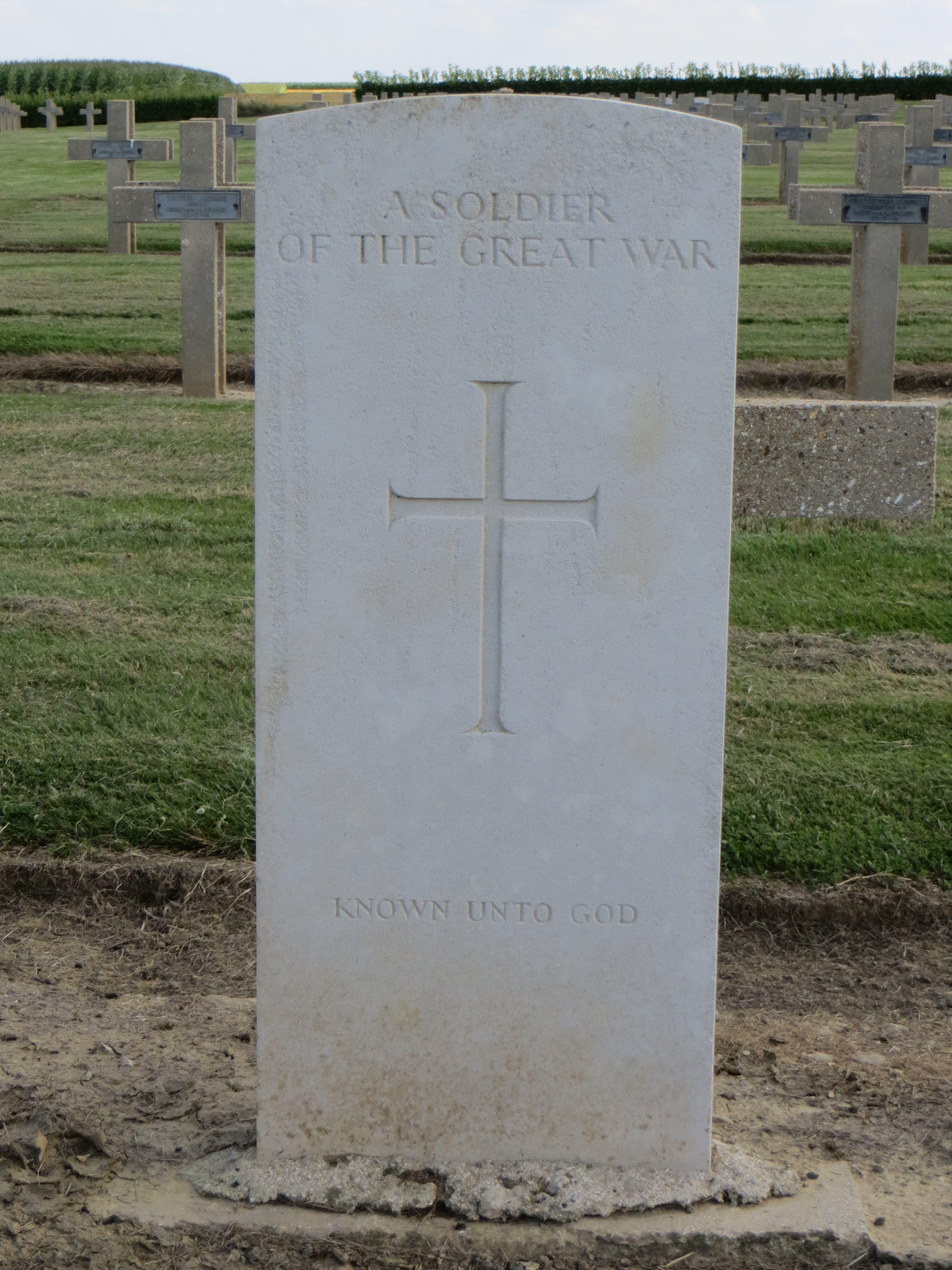
Tombe de soldat britannique non identifié
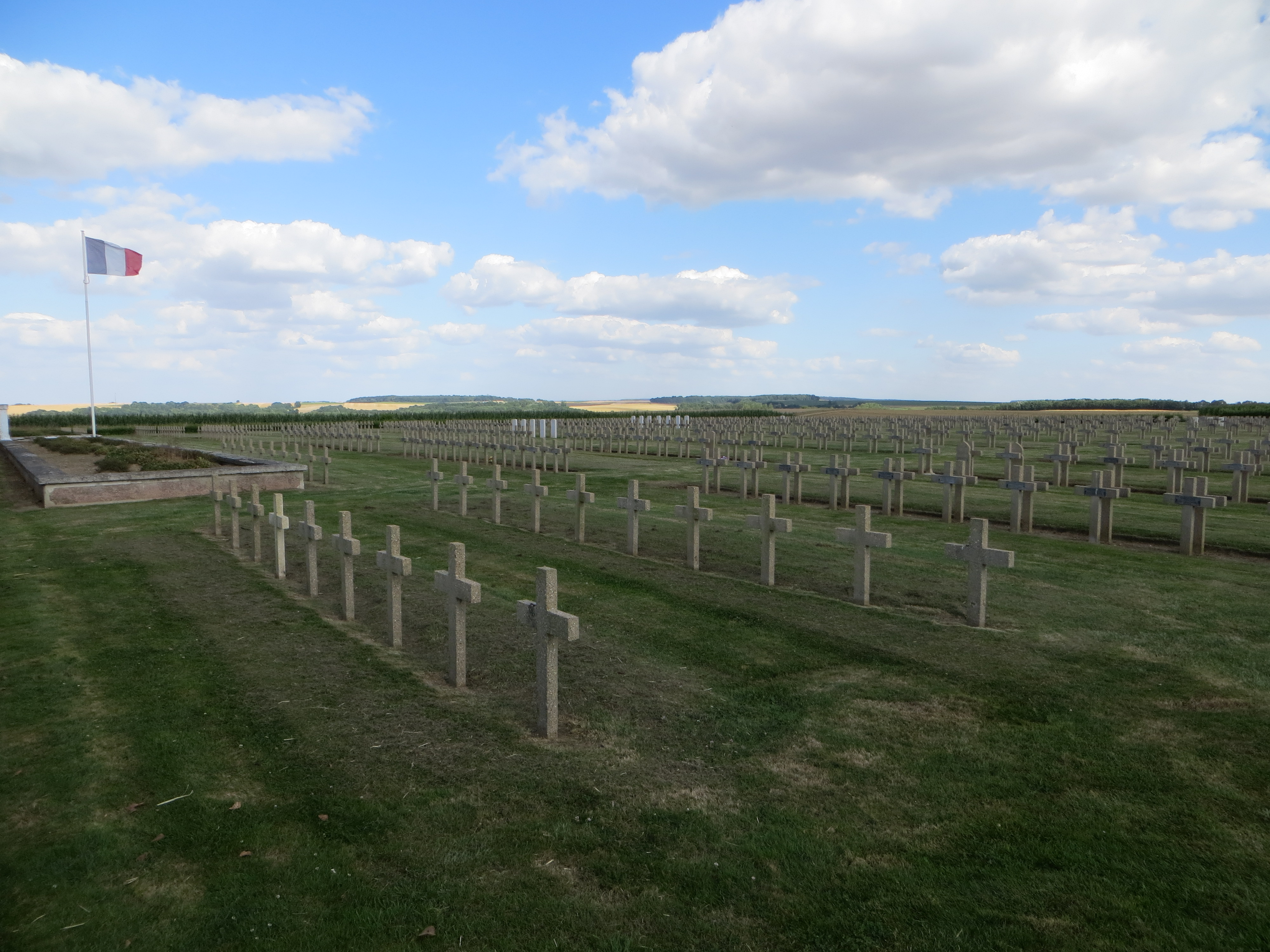
Vue des alignements de tombes